# Damir Glavan
Damir Glavan (Fiume, 2 marzo 1974) è un pallanuotista croato, vincitore di una medaglia di argento ai giochi olimpici di Atlanta 1996. Nel 2004 ha indossato la calottina della Nuoto Catania.